# John Boyega
John Adedayo B. Adegboyega (17. ožujka 1992.), poznatiji pod profesionalnim imenom John Boyega, engleski je glumac najpoznatiji po ulozi Finna u filmskom serijalu Ratovi zvijezda. Boyega je u svojoj domovini postao popularan nakon uloge Mosesa u znanstveno-fantastičnom humorističnom filmu Invazija kvarta iz 2011. godine.
Ostale uloge Johna Boyege do danas uključuju nastup u povijesnoj drami Detroit iz 2017. godine, četiri epizode televizijske serije 24: Live Another Day te drami Imperial Dreams. Boyega je osvojio prestižnu britansku nagradu BAFTA 2016. godine u kategoriji najbolje zvijezde u usponu.

## Filmografija

### Film
- 2011: Attack the Block
- 2011: Junkhearts
- 2013: Half of a Yellow Sun
- 2014: Imperial Dreams
- 2015: Ratovi zvijezda: Sila se budi
- 2017: The Circle
- 2017: Detroit
- 2017: Ratovi zvijezda: Posljednji Jedi
- 2018: Pacific Rim: Uprising
- 2019: Ratovi zvijezda: Uspon Skywalkera
- 2021: Naked Singularity
- 2022: Breaking
- 2022: The Woman King
- 2023: They Cloned Tyrone

### Televizija
- Da Brick (2011.)
- Becoming Human (2011.)
- Law & Order: UK (2011.)
- My Murder (2012.)
- The Whale (2013.)
- 24: Live Another Day (2014.)
- Major Lazer (2015.)
- Saturday Night Live (2015.)
- Tinkershrimp & Dutch (2016.)
- Star Wars Forces of Destiny (2017. - 2018.)
- Watership Down (2018.)
- Serengeti (2019.)
- Small Axe (2020.)

## Vanjske poveznice
- John Boyega u internetskoj bazi filmova IMDb-u (engl.)